# تشيك أوتري
تشيك أوتري (بالإنجليزية: Chick Autry)‏ هو لاعب كرة قاعدة أمريكي، ولد في 5 مارس 1903 في مارتنديل في الولايات المتحدة، وتوفي في 26 يناير 1950 في سافانا في الولايات المتحدة.

## وصلات خارجية
- تشيك أوتري على موقعبيزبول رفرنس.كوم (الدوري الرئيسي) (الإنجليزية)
- تشيك أوتري على موقعبيزبول رفرنس.كوم (الدوري الثانوي) (الإنجليزية)